# Климовича, Инта Яновна
И́нта Я́новна Климо́вича (14 декабря 1951, Рига) — советская легкоатлетка, бронзовая призёрка Олимпийских игр.

## Карьера
На Олимпиаде в Монреале в 1976 году Инта Климовича вместе с Людмилой Аксёновой, Натальей Соколовой и Надеждой Ильиной выиграла бронзовую медаль в эстафете 4×400 метров.
Бронзовый призёр чемпионата Европы и чемпионата Европы в помещении, серебряный призёр Универсиады. В 1975 на первенстве Европы в помещении вместе с Ингридой Баркане, Людмилой Аксёновой и Надеждой Ильиной завоевала золото в эстафете 4×320 метров.
Чемпионка СССР 1975 года.